# Mika Baur
Mika Baur (* 9. Juli 2004 in Salem) ist ein deutscher Fußballspieler, der aktuell beim SC Paderborn 07 unter Vertrag steht.

## Karriere

### Vereine
Über seine Jugendmannschaften FC Rot-Weiß Salem, FC Radolfzell und VfB Stuttgart gelangte er im Sommer 2018 zur Jugendabteilung des SC Freiburg. Für seinen Verein bestritt er acht Spiele in der B- und 15 Spiele in der A-Junioren-Bundesliga, in denen ihm insgesamt fünf Tore gelangen. Ab Anfang Januar 2022 spielte er in der zweiten Mannschaft der Freiburger in der 3. Liga. Bei seinem ersten Einsatz dort am 15. Januar 2022 (21. Spieltag) bei der 2:3-Niederlage im Heimspiel gegen den 1. FC Magdeburg erzielte er, der Startformation zugehörig, in der 32. Spielminute den zwischenzeitlichen 1:1-Ausgleichstreffer und avancierte damit zum jüngsten Debüttorschützen in der Drittligageschichte.
Im August 2023 stand Baur unter Christian Streich bei der ersten Runde des DFB-Pokals erstmals im Spieltagskader der ersten Mannschaft, wurde jedoch nicht eingewechselt. Im November 2023 folgten weitere Nominierungen in der Europa League und der Bundesliga, allerdings erneut ohne Einsatz.
Im Sommer 2024 wechselte er zum Zweitligisten SC Paderborn 07. Nach bis dahin sechs Zweitligaeinsätzen sowie zwei weiteren in der zweiten Mannschaft des Vereins in der Regionalliga West verliehen ihn die Paderborner im Januar 2025 in die 3. Liga an Dynamo Dresden. Mit den Dresdnern erreichte er am Saisonende den Aufstieg in die 2. Bundesliga.

### Nationalmannschaft
Baur bestritt in den Jahren 2021 und 2022 sieben Spiele für die U18-Nationalmannschaft, in denen ihm ein Tor gelang. Ebenso viele bestritt er für die U19-Nationalmannschaft, für die er in den Jahren 2022 und 2023 jedoch zwei Tore erzielte. Seit dem Jahr 2023 spielt er für die U20-Nationalmannschaft.

## Sonstiges
Mika ist der Sohn des Handball-Weltmeisters Markus Baur.